# خيرونيمو فيغويروا كابريرا
خيرونيمو فيغويروا كابريرا (بالإسبانية: Jerónimo Figueroa)‏ (مواليد 15 يوليو 1982 في لاس بالماس دي جران كناريا - إسبانيا) لاعب كرة قدم يحمل الجنسيتين الجزائرية والإسبانية يلعب حاليا لصالح نادي الدرجة الثانية لاس بالماس الإسباني منذ 2012 وهو أول النادي لعب له في مسيرته الرياضية في مركز الجناح الأيسر.

## روابط خارجية
- خيرونيمو فيغويروا كابريرا على موقع قاعدة بيانات كرة القدم.إي يو (الإنجليزية)
- خيرونيمو فيغويروا كابريرا على موقع Soccerbase.com (لاعب) (الإنجليزية)
- خيرونيمو فيغويروا كابريرا على موقع Soccerway.com (الإنجليزية)
- خيرونيمو فيغويروا كابريرا على موقع AS.com (الإسبانية)